# 国史之狱
国史之狱指的是在中国南北朝时期的北魏太平真君十一年（公元450年）六月，北魏大臣崔浩因主持编纂的国史直书揭露了北魏统治者拓跋氏祖先的羞耻屈辱的历史，被北魏世祖下令族诛，同时株连被杀的还有崔浩的姻亲范阳卢氏、太原郭氏、河东柳氏和渤海封氏等北方大族。